# Raúl Pérez
Raúl Pérez Ortega (Madrid, 19 de desembre de 1976), conegut com a Raúl Pérez, és un imitador, guionista i humorista espanyol.

## Biografia
És enginyer tècnic de Telecomunicació en So i Imatge per la Universitat Politècnica de Madrid, en el que va treballar alguns anys. No obstant això, va preferir abandonar la seva carrera per a dedicar-se a la comèdia.
Ha caracteritzat i imitat a diversos personatges reconeguts com Mariano Rajoy, Pablo Iglesias Turrión, Iker Jiménez, Rafael Nadal, Matías Prats Luque, Eduardo Gómez, Pedro Piqueras, David Bisbal, Josep Pedrerol, Eva González, Jorge Javier Vázquez, Antonio Lobato, Andrés Iniesta, Luis Piedrahíta, Juan de Los Chunguitos, Arturo Valls, Belén Esteban, Mario Vaquerizo, etc.
Va treballar amb diferents grups de teatre mentre que amb el grup G.E.T.A, va actuar en obres com La cantante calva i Arte, entre d'altres. Amb la companyia Blasplas va representar Medias naranjas.
Actualment col·labora en els programes de televisió Late motiv de «#0», Crackòvia de TV3 i la nova temporada d' Homo zapping de Neox. A la ràdio, va col·laborar en el programa matutí Anda ya de Los 40 i actualment a Carrusel deportivo de la Cadena SER.
Des de setembre de 2017 fins a març de 2018, va ser concursant del programa de televisió Tu cara me suena 6, quedant en el cinquè lloc. En 2018 va estrenar a Comedy Central el programa El show de nuestro presidente, on interpreta Mariano Rajoy.
En 2018 va estrenar el programa d'humor esportiu Bakalá al canal #Vamos de Movistar+.

## Imitacions
- Abel Caballero
- Aless Gibaja
- Alberto Chicote
- Alfonso Arús
- Andrés Iniesta
- Antonio Lobato
- Antonio García Ferreras
- Antonio Jiménez
- Arturo Valls
- Belén Esteban
- Boris Johnson
- Carlos Sobera
- Carlos Herrera
- Cristóbal Montoro
- David Bisbal
- David Bustamante
- Donald Trump
- Eduardo Gómez
- ElRubius
- El pequeño Nicolás
- Eva González
- Florentino Pérez
- Gloria Serra
- Iker Jiménez
- Jaime Blanch
- Javier Cárdenas
- Jorge Javier Vázquez
- Jordi Cruz
- Jordi Hurtado
- José Cabrera
- José Mourinho
- José Ramón de la Morena
- Josep Pedrerol
- Julio Maldonado "Maldini"
- Juan Carlos I
- Juan Salazar de Los Chunguitos
- Kiko Hernández
- Luis Piedrahíta
- Manolo Lama
- Manuela Carmena
- Mariano Rajoy
- Mario Vaquerizo
- Matías Prats
- Michael Robinson
- Miguel Ángel Revilla
- Pablo Echenique
- Pablo Iglesias
- Paco Marhuenda
- Paz Padilla
- Pedro Piqueras
- Pedro Sánchez
- Rafael Nadal
- Sergio Ramos
- Susana Díaz
- Vicente del Bosque